# Günter Heimann
Günter Heimann (* 29. Dezember 1933 in Potsdam) ist ein deutscher Kameramann.
Günter Heimann begann 1960 als Kamera-Assistent beim DDR-Filmunternehmen DEFA. Ab 1970 wurde er selbst als Kameramann tätig. Bis 1991 wirkte er an 29 Produktionen mit.

## Filmografie (Auswahl)
- 1960: Der Traum des Hauptmann Loy (Kamera-Assistent)
- 1962: Die schwarze Galeere (Kamera-Assistent)
- 1962: Minna von Barnhelm oder Das Soldatenglück (Kamera-Assistent)
- 1963: For Eyes Only (Streng geheim) (Kamera-Assistent)
- 1970: Hart am Wind
- 1971: Anflug Alpha 1
- 1973: Stülpner-Legende (Fernsehserie, 7 Folgen)
- 1973–1989: Polizeiruf 110 (Fernsehreihe)
  - 1973: Vorbestraft
  - 1988: Der Mann im Baum
  - 1988: Eine unruhige Nacht
  - 1989: Der Fund
- 1974: Der Untergang der Emma
- 1974: Heiße Spuren
- 1979: Des Henkers Bruder
- 1980: Archiv des Todes (Fernsehserie, 13 Folgen)
- 1983: Märkische Chronik (Fernsehserie, 12 Folgen)
- 1984: Front ohne Gnade (Fernsehserie, 13 Folgen)
- 1985: Unternehmen Geigenkasten
- 1986: Der Bärenhäuter
- 1989: Märkische Chronik (Fernsehserie, Fortsetzung, 6 Folgen)
- 1991: Luv und Lee (Fernsehserie, 7 Folgen)